# Чикаленко Євген Харлампійович
Євге́н Харла́мпійович (Харла́мович) Чикале́нко (9 (21) грудня 1861 , Перешори, Кіндратівська волость, Російська імперія  — 20 червня 1929 , Нове Мєсто ) — український громадський діяч, благодійник, меценат української культури, агроном, землевласник, видавець, публіцист. Один із ініціаторів скликання Центральної Ради.

## Життєпис
Народився 9 (21) грудня 1861 року в селі Перешори (нині Подільський район, Одеська область, Україна) у родині секретаря Ананіївського повітового суду Харлампія Івановича Чикаленка та його дружини Олени. Його дід Іван Михайлович Годорожій-Чикаленко служив урядником Бузького козацького війська. Мати походила з польсько-української родини дворян Каєтана Краєвського та Варвари Давидівни Горієнко.

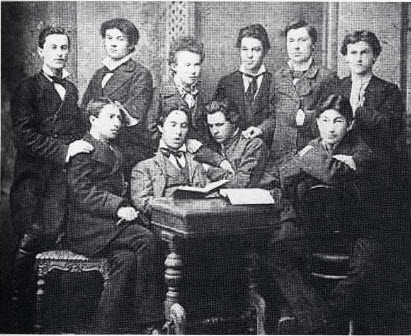
Учні 6-го класу Єлисаветградського реального земського училища, 1881 р. Третій зліва — Чикаленко (сидить)

У 1875—1881 роках навчався в Єлисаветградській реальній школі. Сидів за однією партою з Панасом Тобілевичем (Саксаганським), знав його братів — Миколу Садовського та Івана Карпенка-Карого. У тому самому класі вчився Олександр Тарковський — батько поета Арсенія Тарковського та дід кінорежисера Андрія Тарковського.
Освіту здобув у Харківському університеті (природничий відділ), де був діяльним в українській студентській громаді й у драгоманівському радикальному гуртку (керівник Володимир Мальований), за участь в якому був заарештований (1884) і перебував 5 років під наглядом поліції в селі Перешори. В університеті познайомився з курсисткою Марією Садик, родом із Лубенщини, з якою 1883 року вирішили побратися.
На той час батько вже помер. Тож Євген Чикаленко починає господарювати в родинному маєтку самостійно. У цей час експериментує як агроном, навіть у посушливі роки домагається хорошого врожаю на своїх полях. Купив маєток у селі Кононівка (село, Черкаська область).
Пише і видає практичні поради для сільського господарства: «Розмови про сільське хазяйство» у 5 книгах (Одеса (1897), пізніше — Петербург (1910—1912)), що з'явилися півмільйонним накладом і становили своєрідну популярну енциклопедію.
1894 року переїхав до Одеси, а 1900 року — до Києва, де долучився до громадського життя. В Києві протягом 1900—1904 років мешкав на Маріїнсько-Благовіщенській вулиці (тепер — вул. Саксаганського), 91 (флігельний будинок, має статус пам'ятки історії), звідти переїхав до придбаного ним будинку № 56 на цій же вулиці (не зберігся).
Був меценатом різних починів: на його гроші видано «Російсько-український словарь» Уманця-Комарова (Львів, 1893—1898), він допомагав журналу «Кіевская старина», даючи нагороду (1 000 крб) за найкраще написану історію України та сплачуючи гонорари за українські твори письменства, друковані в «Кіевской старине»; організував при Науковому товаристві імені Шевченка у Львові фонд ім. Мордовця для допомоги українським письменникам, фінансував тижневик Революційної української партії «Селянин» у Львові, став головним фундатором «Академічного Дому» у Львові (2 5000 крб), заохочуючи наддніпрянську молодь їхати на студії до Львова.
Був активним членом «Старої громади» (з 1900), Загальної української безпартійної демократичної організації, Української демократичної партії (з 1904), Української демократично-радикальної партії (з 1905 р.); 1908 року був ініціатором заснування Товариства українських поступовців і його фактичним головою.

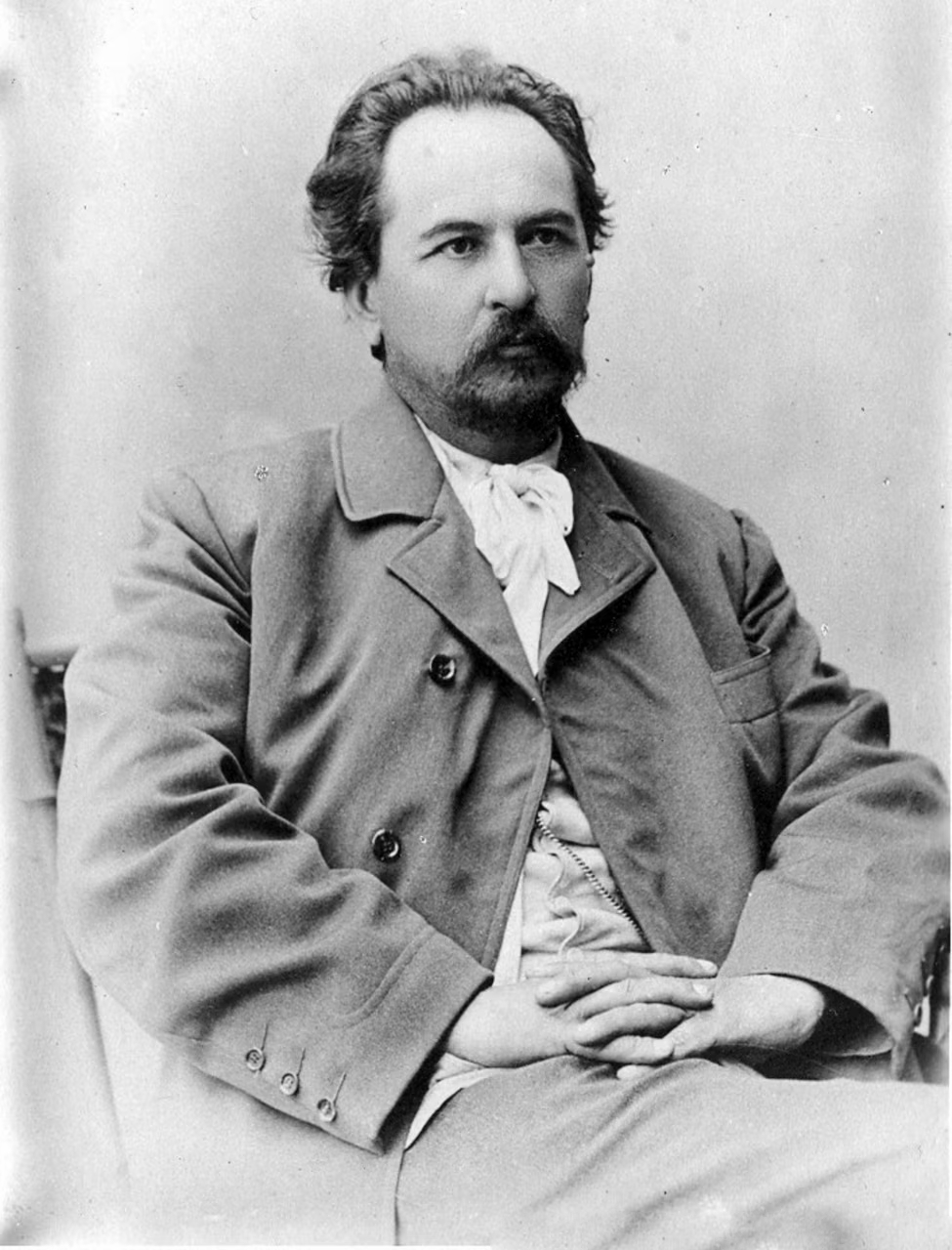
Євген Чикаленко, 1908 р.

Найбільше до поширення національної свідомості спричинився фундацією (за підтримки Василя Симиренка і Леоніда Жебуньова) єдиних українських щоденних газет на Наддніпрянщині — «Громадська Думка» (1906) і «Рада» (1906—1914). Разом із Симиренком у 1906 році заснував і фінансував місячник «Нова громада».
Під час Першої світової війни ховався від переслідування поліції у Фінляндії, Петрограді, Москві; з початком революції 1917 року повернувся до Києва. Саме Чикаленко був ініціатором скликання Центральної Ради. Він також закликав Михайла Грушевського повернутися з Москви й очолити цей орган. Водночас сам участі в політичній діяльності не брав.
У січні 1919 року виїхав до Галичини (де згодом його інтернували поляки).
З 1920 року перебував у Рабенштайні (Австрія).
Перебуваючи в еміграції, жив дуже бідно. Українська газета «Свобода» в США навіть оголошувала збір коштів на його лікування.
З 1925 року очолював Термінологічну Комісію при Українській господарській академії в Подєбрадах.
Помер 20 червня 1929 року в місті Подєбради, в Чехії, заповівши розвіяти його прах у рідному селі Перешори. Але його заповіт не було втілено в життя. У 1998 році в селі Перешори Подільского (Котовського) району Одеської області відбулося перепоховання праху його сина Левка, привезеного з США, який також заповів розвіяти його прах на батьківщині Чикаленків.
Свій досвід у сільському господарстві виклав у брошурі «Розмова про сільське хазяйство» (1897). У формі розмови із селянином у ній оповідається про ефективні методи агрономії. Свою брошуру Євген Харлампійович написав українською мовою і потім аж п'ять років добивався її видання, причому дозвіл підписував сам міністр внутрішніх справ Росії, оскільки українська мова на той час була забороненою. Автор «Спогадів» (І–II, Львів, 1925—1926) та «Щоденника 1917—1919» (Львів, 1931), які дають багатий матеріал до історії українського руху кінця XIX і початку XX століть.

## Твори
Автор практичних порад «Розмов про сільське господарство» (у 5 кн., 1897), «Спогадів» (І–ІІ, 1925—1926), «Щоденника. 1917—1919» (1931).

### Окремі видання
- Чикаленко Є. Розмова про мову. — Петроград : Друкарь, 1917. — 32 с.
- Чикаленко Є. Спогади (1861—1907). Ч. 1 / Євген Чикаленко. — Львів: Накладом вид. спілки «Діло», 1925. — 172 с.
- Чикаленко Є. Спогади (1861—1907). Ч. 2 / Євген Чикаленко. — Львів: Накладом вид. спілки «Діло», 1925. — 139 с.
- Чикаленко Є. Спогади (1861—1907). Ч. 3 / Євген Чикаленко. — Львів: Накладом вид. спілки «Діло», 1926. — 126 с.
- Чикаленко Є. Х. Щоденник (1907—1917). — Львів: Червона калина, 1931. — 496 с.
- Чикаленко Є. Спогади (1861—1907). — Нью-Йорк: УВАН, 1955. − 504 с.
- Чикаленко Є. Х. Спогади (1861—1907): Док.-худ. вид. / Передм. В. Шевчука. — К. : Темпора,2003. — 416 с.
- Чикаленко Є. Х. Зібрання творів: У 7 т. — Т. 1: Спогади. Уривки з моїх споминів за 1917 р. — К. : ТОВ «Рада», 2003. — 432 с.

### Листування
- «Горе наше, що і колись, і тепер ми не можем одностайно стати до праці, до боротьби…». Листи мецената Євгена Чикаленка до класика Михайла Коцюбинського // Дивослово. — 2001. — № 12. — С. 17–19.
- Чикаленко Є. Листи до М. Коцюбинського // Листи до Михайла Коцюбинського / Упорядк. та комент. В. Мазного. — Ніжин: ТОВ "Видавництво «Аспект-Поліграф», 2003. — Т. IV: Науменко-Яновська. — С. 296—335.
- Є. Чикаленко, В. Винниченко. Листування. 1902—1929 роки / Упоряд та вс. ст. Н. Миронець. — К.: Темпора, 2010. — 448 с. ISBN 978-966-8201-63-9
- Листи Леоніда Жебуньова до Євгена Чикаленка 1907—1919 роки / Л. М. Жебуньов, Є. Х. Чикаленко ; упоряд. І. Старовойтенко ; НАН України, Ін-т укр. археографії та джерелознавства ім. М. С. Грушевського. — К. : [б.в.], 2005. — 252 с.: фотоіл. — ISBN 966-02-3682-4
- Листи Михайла Комарова до Євгена Чикаленка. Спадщина: Літературне джерелознавство. Текстологія / Інститут літератури ім. Т. Г. Шевченка НАН України. — К.:ПЦ «Фоліант», 2007. — Т. 3. — 479 с.
- Листи С. О. Єфремова до Є.X. Чикаленка / Український історик_1973_№ 03-04_39-40
- Листи С. О. Єфремова до Є.X. Чикаленка / Український історик_1974_№ 01-03_41-43
- Листи С. О. Єфремова до Є.X. Чикаленка / Український історик_1975_№ 01-02_45-46
- Листи С. О. Єфремова до Є.X. Чикаленка / Український історик_1975_№ 03-04_47-48
- Листи Федора Матушевського до Євгена Чикаленка (1917 рік) / Н. Миронець // Український археографічний щорічник. — К., 2006. — Вип. 10/11. — С. 640—674. — Бібліогр.: 5 назв. — укр.

## Вшанування пам'яті

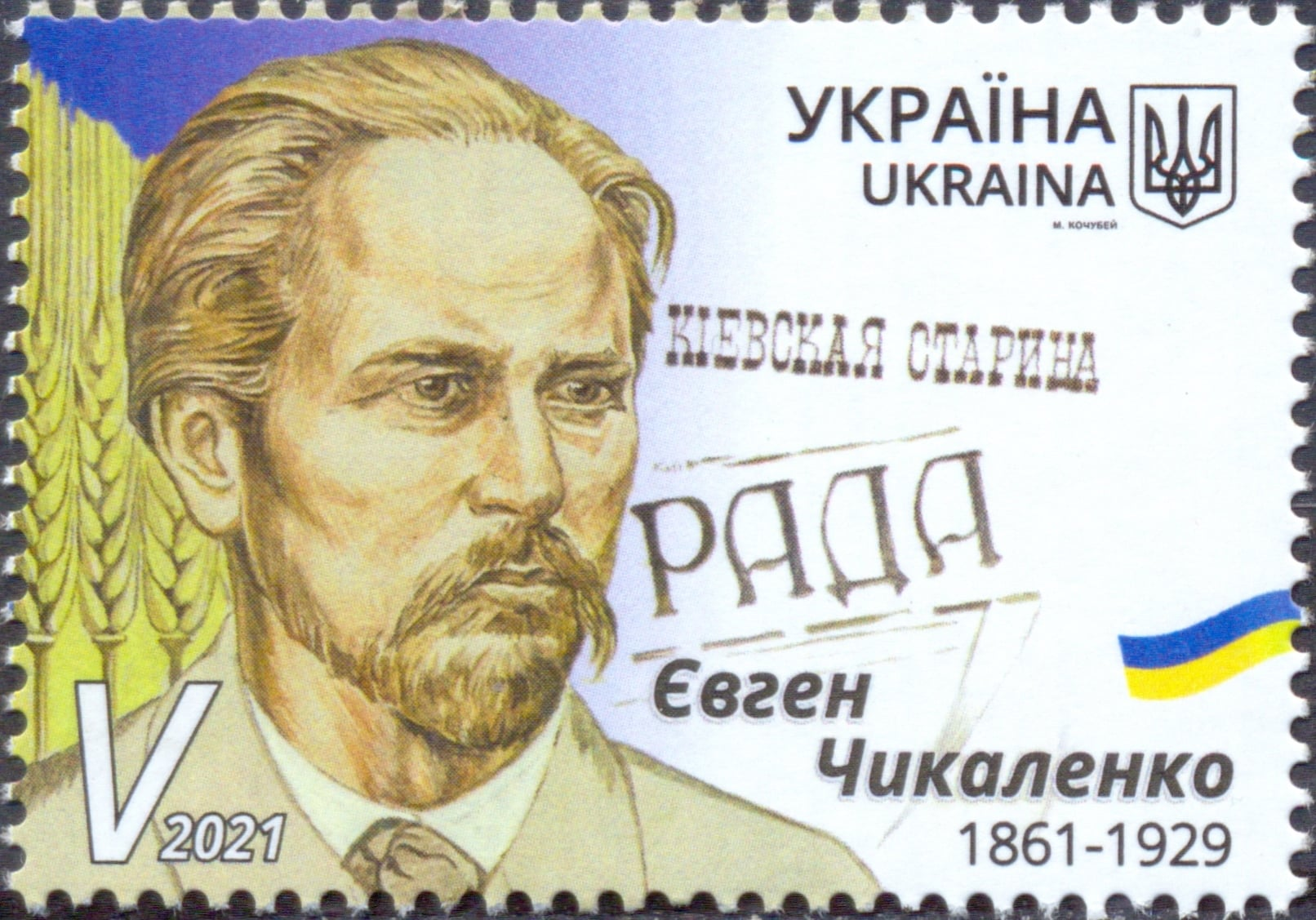
Марка Укрпошти 2021 року «Євген Чикаленко. 1861—1929»

### Вулиці
Іменем Чикаленка названо вулиці у Борисполі, Вінниці, Городку, Дніпрі, Львові, Кропивницькому, Києві, Ніжині, Сумах, Черкасах, Одесі, Лубнах, Ужгороді, Кривому Розі, Олександрії та інших поселеннях. Зокрема:
- У травні 2022 року в рамках процесу дерусифікації у місті Городок Хмельницької області вулицю Степана Разіна перейменували на вулицю Євгена Чикаленка.[6]
- 27 жовтня 2022 року Київська міська рада перейменувала вулицю Пушкінську на вулицю Євгена Чикаленка.[7][8][9]
- 21 червня 2023 року міська влада Дніпра перейменувала колишню вулицю Аржанова (перед тим Фабричну) на лівобережжі міста на вулицю Євгена Чикаленка.

### Премія імені Євгена Чикаленка
- 1998 року Ліга українських меценатів заснувала премію імені Євгена Чикаленка, яку присуджують за благодійницьку діяльність. Її девізом є слова Євгена Чикаленка: «Мало любити Україну до глибини душі, треба любити її й до глибини кишені».

### Інше
- На вшанування Євгена Чикаленка на Меморіальному пам'ятному знаку, встановленому працівниками Української Господарської Академії на цвинтарі Подєбрад, встановлено окрему меморіальну дошку[10].
- 21 грудня 2021 року Укрпошта випустила марку «Євген Чикаленко. 1861—1929» в серії «Меценати України» (Художник М.Кочубей)[11].
- Дитячий історичний табір імені мецената Євгена Чикаленка
- У 2021 році в селі Мардарівка Подільського району Одеської області встановлено бронзове погруддя[12].
- У 2021 році Український інститут національної пам'яті зняв документальний фільм «Меценат України Євген Чикаленко».
- У жовтні 2022 року учасники заходів зі вшанування пам'яті мецената у Полтаві висадили в саду літературно-меморіального музею Панаса Мирного дві яблуні: «Симиренка» та «Слава переможцям» — сорти виведені Левком Симиренком, з яким співпрацював Євген Чикаленко[13].